# W.I.N
W.I.N（ダブリュー・アイ・エヌ）は、東京都を中心に活動しているアマチュアプロレス団体。

## 歴史
- 2008年6月15日、総合スポーツセンターエイトホールで旗揚げ戦を開催。
- 現在では埼玉県蕨市のアイスリボン道場を中心に年に数回興行を行っている。

## タイトル
- W.I.N認定世界ヘビー級王座
- W.I.N認定世界タッグ王座
- W.I.N認定世界ジュニアヘビー級王座

## 所属選手
- エリリン高木
- ハリケーン津田
- TATSUYA
- 524
- ウメタロウ
- 小川力斗
- ゴトウヨシキ
- 米山健太
- ヒルマン・ブロンクス・アッッシ
- 風摩兄